# DR Salonwagen 10206
Der Salonwagen 10206 (Salon 4ü-37a 10206 Bln) der Deutschen Reichsbahn war der dritte Salonwagen, den Adolf Hitler als Reichskanzler nutzte und der zweite, der in seiner bis dahin vierjährigen Amtszeit für ihn gebaut wurde. Er war ausschließlich für seine persönliche Nutzung reserviert.

## Geschichte
Der Salonwagen wurde 1937 gebaut. Er löste in seiner Funktion als „Führerwagen“ den Salonwagen 10203 Bln von 1935 ab, der wiederum nun auch als Reservefahrzeug für den neuen 10206 diente. Der neue Wagen war im Bahnbetriebswerk Yorckstraße des Anhalter Bahnhofs in Berlin beheimatet. Er war ausschließlich mit dem „Führerzug“ unterwegs. Im Gegensatz zu anderen Salonwagen wurde an dem Wagen kaum etwas geändert. Lediglich die Warmwasserversorgung wurde 1942 umgebaut.
Als am 7. Mai 1945 feststand, dass für den 8. Mai 1945 die Einstellung der Kampfhandlungen vereinbart war, befand sich der Rest des „Führerzuges“ mit dem Salonwagen 10206 im Bahnhof Mallnitz (heute: Mallnitz-Obervellach) auf der Tauernbahn, vor dem Südportal des Tauerntunnels. Hier wurde nun eine Anordnung der Adjudantur des Berghofs vollzogen, die verhindern sollte, dass der Salonwagen zum Beutestück der Alliierten wurde. Die Befürchtung war, dass der Wagen als Beutestück zur Siegestrophäe des Gegners würde – analog dem Umgang der Deutschen mit dem Wagen von Compiègne. Deshalb sollte der Salonwagen Hitlers vernichtet werden, „Souvenirs“ durften vorher nicht entnommen werden. Der Wagen wurde am 7. Mai 1945, gegen 15 Uhr, aus dem Zug rangiert und von einer Lokomotive bis an den zerstörten Viadukt über den Dösenbach, südlich des Bahnhofs Mallnitz gefahren. Dort wurde von Angehörigen der Wehrmacht Sprengstoff im Fahrzeug verteilt und mehrere Kanister Benzin ausgegossen. Durch die geöffneten Fenster wurden Handgranaten in das Fahrzeug geworfen, dessen kompletter Aufbau durch die Explosionen und den folgenden Brand zerstört wurde. Langträger und Drehgestelle des Wagens wurden über das zerstörte Viadukt ins Tal gekippt.

## Technik
Der Salonwagen 10206 war ein Schürzenwagen, im Stil angelehnt an die Ende der 1930er Jahre modernsten Schnellzugwagen der Deutschen Reichsbahn für den internationalen Verkehr.
Der Eingangsbereich am einen Wagenende war als kleiner Salon gestaltet, dem der große Salon in Länge von drei Fensterachsen folgte. Er wurde mit einem langen Tisch und sechs Sesseln möbliert. Ein Plattenspieler und ein Radiogerät waren eingebaut. Beide Räume nahmen die ganze Wagenbreite ein. Dem schloss sich ein Seitengang an, der sich über die restliche Länge des Fahrzeugs erstreckte und im Einstiegsraum am anderen Wagenende mündete. Entlang des Seitengangs waren die Abteile angeordnet:
- Das Hauptabteil war mit Schlafsofa, rundem Beistelltisch und zwei Sesseln ausgestattet. Das Abteil hatte Lautsprecher und auch von hier konnten Plattenspieler und Radiogerät des Salons bedient werden. Das Hauptabteil hatte einen Durchgang zu
- einer anschließenden großen Nasszelle mit Toilette, Waschtisch und Badewanne. Badewanne, Waschbecken und Boden waren aus braunem, gemaserten Marmor gefertigt, die Armaturen wohl vergoldet.[4][Anm. 2]
- Gespiegelt dazu folgte eine weitere Nasszelle, aber ohne Badewanne, die zu einem großen und dem ersten Abteil entsprechenden zweiten gehörte.
- An diese beiden Apartments schlossen sich zwei weitere Schlafabteile für je zwei Gäste an, in der technischen Ausstattung damaligen Schlafwagen entsprechend, wenn auch in der Dekoration aufwändiger gestaltet. Sie konnten durch das teilweise Wegklappen der Trennwand verbunden werden.
- Ein Begleiterabteil mit einer Liege schloss sich an.
- Abschließend folgt eine Toilette, die vom zweiten Einstiegsraum zugänglich war.